# 릴로 브란카토

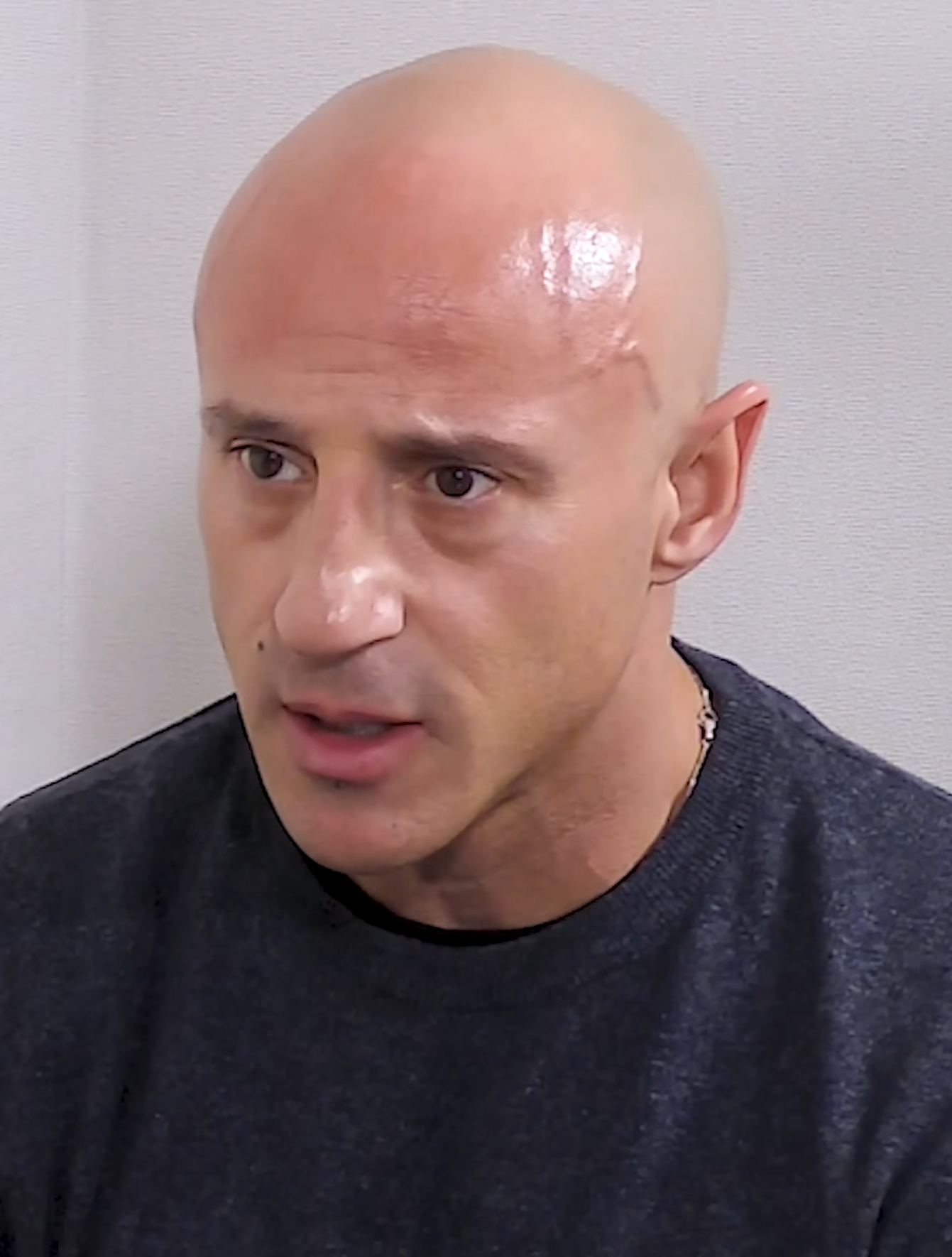

릴로 브란카토(Lillo Brancato Jr., 1976년 3월 30일 ~ )는 콜롬비아의 배우이다.
보고타에서 태어났다.

## 영화
- 데드 온 어라이벌 (2017년)
- 새터데이 모닝 (2007년)
- Slingshot (2005)
- 서칭 포 바비 D (2005년) - 바비 역
- 다운타운: 어 스트리트 테일 (2004년)
- 더 리얼 딜 (2002년)
- 플루토 내쉬 (2002년)
- 크리스마스 (2001년) - 남편 역
- 인 더 샤도우 (2001년)
- 테이블 원 (2000년)
- 소프라노스 (1999년)
- 프러바커터 (1998년)
- 에너미 오브 스테이트 (1998년)
- 크림슨 타이드 (1995년)
- 르네상스 맨 (1994년) - Pvt. 도니 베니테즈 역
- 브롱스 이야기 (1993년) - 칼로게로 - 17세 역